# ショートヘアード・ハンガリアン・ビズラ
ショートヘアード・ハンガリアン・ビズラ（Shorthaired Hungarian Vizsla）とは、ハンガリー原産のポインター犬種である。他にハンガリアン・ビズラ、ヴィズラ、ビジュラ、ビーシュラと呼ばれる事もある。
これのワイアーヘア版であるワイアーヘアード・ヴィズラは別犬種として扱われている。

## 犬名について
ショートヘアード・ハンガリアン・ビズラはジャパンケネルクラブの登録名 であるが、ビズラと省略されることが多い。
国際畜犬連盟（FCI）の英語版では「HUNGARIAN SHORT-HAIRED POINTER (VIZSLA)」となっている 。Wikipedia英語版では「Vizsla」である。
英語での発音は「ヴィジュラァ」が近い 。

## 歴史
11世紀頃から犬種としての存在が確認されている。生い立ちについては、マジャール族によってハンガリーに持ち込まれたとする説と、もともと土着の犬種で、マジャール族によって改良されたとする説がある。現在このどちらが正しいかは分かっていない。本種はポインターとしてだけではなく、主人が銃で撃ち落とした鳥を回収するレトリーバーとしても使われている。なお、寒さにあまり強くないため、冬は寒さに強いワイアーヘアード・ヴィズラに仕事をバトンタッチし、休業して家族とともに過ごすという一風変わった使われ方をしているが、穏やかな性格であるため、現在はヨーロッパでペットやショードッグとしても人気を博している。
本種はドイツ原産のワイマラナーの先祖にもなったといわれている。現在は毛色は1種類に統一されているが、かつて本種には2種類の毛色があった。一つは現在この犬種のトレードマークでもあるブラウンゴールド、もう一つはシルバーだった。シルバーの毛色のものは本種の犬種基準の統一によって消滅してしまったが、ドイツに渡ってワイマラナーに受け継がれた。
2度の世界大戦によってその数は一時12頭にまで減ってしまったが、愛好家の手により復活し、普及活動を広められた結果、現在は原産国のハンガリー以外ではほとんどがペットもしくはショードッグとして飼育されるようになった。
日本ではあまり知名度の高い犬種ではないが、数年に一度輸入されて国内登録がある。

## 特徴
ボディは筋肉質で引き締まっていて、脚は長め。目は小さくて垂れ耳、垂れ尾だが、尾は3分の2ほどの長さに断尾されることもある。スムースコートは艶があり、毛色はラセット・ゴールド及びダーク・サンディ・ゴールドの様々な色調。体高は雄58-64cm、雌54-60cm。中型だが体重はやや軽い。
性格はおおらかで子供が好きであり、飼い主にくっつきたがる。攻撃的な気質が無く、しつけもよく入るが、繊細な一面もあるため体罰などは絶対にしてはいけない。